# براد شيروود
براد شيروود (بالإنجليزية: Brad Sherwood)‏ هو ممثل أمريكي، ولد في 24 نوفمبر 1964 في الولايات المتحدة.

## وصلات خارجية
- براد شيروود على موقع IMDb (الإنجليزية)
- براد شيروود على موقع ألو سيني (الفرنسية)
- براد شيروود على موقع ميوزك برينز (الإنجليزية)
- براد شيروود على موقع قاعدة بيانات الفيلم (الإنجليزية)
- براد شيروود على موقع كينوبويسك (الروسية)